# Образование в Новокузнецке
В Новокузнецке находится много образовательных учреждений: учреждения дошкольного, основного, общего среднего и дополнительного образования, начального среднего и высшего профессионального образования; службы занятости; центры профессиональной ориентации, подготовки и переподготовки специалистов; кадровые агентства; рекрутинговые компании; бизнес-центры; научно-исследовательские институты; художественные и музыкальные школы; ассоциации и фонды, разработчики программного обеспечения для образовательных учреждений; интернет-клубы; промышленные, торговые, сервисные предприятия и другие. С 1957 года открыто учебное заведение для инвалидов, ныне Новокузнецкий государственный гуманитарно-технический колледж.

### ВУЗы

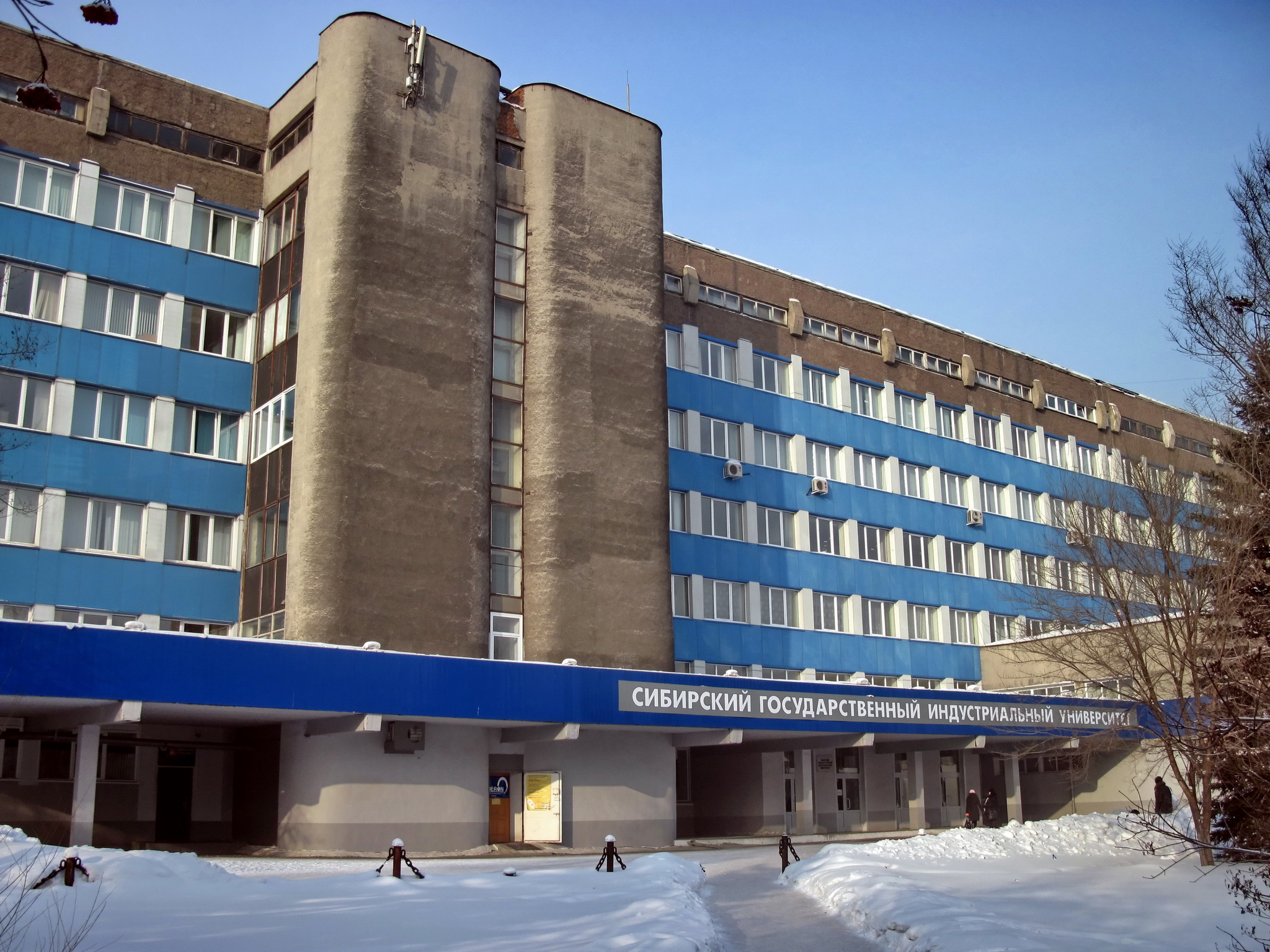
Сибирский государственный индустриальный университет. Металлургический корпус

- Сибирский государственный индустриальный университет (СибГИУ) (Минобразования),
- Кузбасский Гуманитарно-Педагогический Институт Кемеровского государственного университета (Минобразования),
- Кузбасский институт Федеральной службы исполнения наказаний Министерства юстиции РФ (КузИФСИН МЮ РФ) (Минюст)
- Новокузнецкая духовная семинария. (РПЦ),

Министерство образования в 2014 году присоединило КузГПА к КГПИ КемГУ.
В 2015 году по предложению администрации Кемеровской области в городе создается объединенный университет 

### ССУЗы
- Новокузнецкий педагогический колледж N 1 -
- Новокузнецкий педагогический колледж N 2
- Новокузнецкий экономико-отраслевой колледж
- Кузнецкий индустриальный техникум -базовое предприятие ЗСМК, ул. Климасенко 17,
- Кузнецкий металлургический колледж имени Ивана Павловича Бардина- базовое предприятие НКМК,проезд Коммунаров, 1,
- Кузнецкий техникум сервиса и дизайна имени В. А. Волкова, ул. Покрышкина 36,
- Новокузнецкий техникум архитектуры, строительства и цифровых технологий ранее Новокузнецкий строительный техникум -ул. Мичурина, 4,
- Новокузнецкий горнотранспортный колледж имени Кузнецова В. Ф. -ул Зыряновская 35
- Новокузнецкий колледж искусств
- Новокузнецкий техникум строительных технологий и сферы обслуживания -базовое предприятие Южкузбасстрой,, ул. Циолковского, 49 ,
- Новокузнецкий монтажный техникум-  присоединен к НТСИСО -Орджоникидзе 9
- Новокузнецкое педагогическое училище.
- Новокузнецкий филиал  Кемеровского областного медицинского колледжа -ул Кузнецова 33
- Новокузнецкий торгово-экономический техникум, ул. Кутузова 84,
- Новокузнецкий транспортно-технологический техникум ,Циолковского 47,
- Новокузнецкий горнотранспортный колледж, ул. Зыряновская 99,
- Профессиональный колледж г. Новокузнецка, ул. Метелкина 17,
- Государственное профессиональное образовательное учреждение г.Новокузнецка , ул. Климасенко, 11/5, [www.gupo-nk.ru]
- Государственное профессиональное образовательное учреждение "Новокузнецкий техникум пищевой промышленности имени Ивана Маклакова",пр. Чекистов, 13,

### Профессиональное образование
- НОУ "Региональный центр подготовки персонала "Евраз-Сибирь"
- пл 21 (Монтажное)
- ПЛ 29 (Металлургическое)
- ПУ 50 (Угольное)
- ПЛ 70 (Орджоникидзевский район)
- ПУ 87 (Торговое училище)
- ПУ 88 (Кулинарное училище)

### Учреждения повышения квалификации
- Новокузнецкий институт усовершенствования врачей
- Новокузнецкий филиал-обучающий центр по профессиональной подготовке специалистов строительных и других специальностей.
- Компьютерные технологии , Профессионал, Новокузнецкий учебный центр, Снайпер Х, Елена-Холдинг. [2]

## Школы
- Лицей № 11 - Центральный район
- Лицей № 84 имени Власова — Центральный район, получил статус Опорной школы [3]. 9-11 классы.
- Лицей № 35 — Заводской район
- Школа № 72 — с углубленным изучением иностранного языка (Центральный район)
- Лицей № 34 — Центральный район
- Гимназия № 44 - Центральный район
- Школа №31 Центральный район
- Школа №8 -
- Школа №98
- Гимназия № 10 имени Фёдора Достоевского- старейшая школа города (Кузнецкий район)
- Гимназия № 70 - С музыкальным уклоном ; Центральный район

- Немуниципальные школы (Православная гимназия  , Школа Интеллект, Школа РЖД)

## Школы искусств
- 6 Школ искусств
- 3 Музыкальных школ
- 2 Художественные школы

## Спортивные школы
- МАОУ ДОД СДЮСШОР "МЕТАЛЛУРГ",

## Дополнительное образование школьников
- ДЮЦ Орион (Кутузова 5а) ,
- ЦДЮТ Меридиан (Горьковская 11а),
- Городская станция юных натуралистов (Кирова 28),
- Кванториум (Петракова 36а) .
- Дворец творчества имени Крупской (Циолковского, 78А,).

Имеют право активировать и выдавать сертификты дополнительного профессионального образования: ДЮСШ 5, СШ по шахматам имени Кустова, ДДТ 5, ДЮСШ7 ,ГДДТ Крупской, ДДТ2, ДДТ1, ДШИ1, ДШИ имени Мацулевич, ДШИ 48, ДШИ 55, ДШИ 58, Центр меридиан , ДОУ ВСЦ Патриот, ДДТ4, ДЮСШ 3, ЦРТ Уголёк, ДЮЦ Орион, ДТ Вектор.

## Интересные факты
Ежегодно весной в городе Новокузнецке проходит Всекузбасская ярмарка -Образование. Карьера. Занятость 

В 1930х годах в городе работали Сибирский металлургический институт, Кузнецкий металлургический техникум, Пчеловодческо-овощной техникум , Педагогический техникум, Металлургический рабфак 